# Igor Michailowitsch Skorochodow
Igor Michailowitsch Skorochodow (russisch Игорь Михайлович Скороходов; * 4. Mai 1986 in Tscherepowez, Russische SFSR) ist ein ehemaliger russischer Eishockeyspieler, der im Laufe seiner Karriere unter anderem beim HK Jugra Chanty-Mansijsk, Sewerstal Tscherepowez, Metallurg Nowokusnezk und HK Lada Toljatti in der Kontinentalen Hockey-Liga aktiv war.

## Karriere
Igor Skorochodow begann seine Karriere als Eishockeyspieler in der Nachwuchsabteilung von Sewerstal Tscherepowez, für dessen Profimannschaft er in der Saison 2003/04 sein Debüt in der russischen Superliga gab. Nachdem er auch die folgende Spielzeit in Tscherepowez begonnen hatte, beendete er die Saison 2004/05 beim HK Traktor Tscheljabinsk in der Wysschaja Liga, der zweiten russischen Spielklasse. Von 2005 bis 2007 spielte er der Angreifer je ein Lang für Tscheljabinsks Ligarivalen, die Zweitligisten HK Lipezk und den HK Belgorod. In der Saison 2006/07 begann er bei Witjas Tschechow in der Superliga, wurde jedoch im Laufe der Spielzeit zu seinem Ex-Club HK Belgorod aus der Wysschaja Liga transferiert.
Im Sommer 2008 unterschrieb Skorochodow beim HK Jugra Chanty-Mansijsk aus der Wysschaja Liga, mit dem er in den folgenden beiden Jahren jeweils Zweitligameister wurde und 2010 zudem in die Kontinentale Hockey-Liga aufstieg.
Im Mai 2014 tauschte der HK Jugra Skorochodow gegen Nikita Filatow von Salawat Julajew Ufa ein und wurde in der Folge vor allem bei Toros Neftekamsk in der Wysschaja Hockey-Liga eingesetzt. Im Mai 2015 kehrte er zu seinem Heimatverein Sewerstal zurück und spielte dort bis Weihnachten 2016, ehe er an Metallurg Nowokusnezk abgegeben wurde.
2018 kehrte er noch einmal zum HK Jugra Chanty-Mansijsk zurück, ehe er im Oktober 2018 seine Karriere beendete.

## Erfolge und Auszeichnungen
- 2009 Wysschaja-Liga-Meister mit dem HK Jugra Chanty-Mansijsk
- 2010 Wysschaja Liga-Meister und Aufstieg in die KHL mit dem HK Jugra Chanty-Mansijsk
- 2013 KHL-Stürmer des Monats Januar
- 2015 Meister der Wysschaja Hockey-Liga mit den Toros Neftekamsk

## Statistik
(Stand: Oktober 2018)